# Rackeby distrikt
Rackeby distrikt är ett distrikt i Lidköpings kommun och Västra Götalands län. 
Distriktet ligger vid Vänern, nordväst om Lidköping. 

## Tidigare administrativ tillhörighet
Distriktet inrättades 2016 och utgörs av en del av området som Lidköpings stad omfattade fram till 1971, delen som före 1969 utgjorde Rackeby socken.
Området motsvarar den omfattning Rackeby församling hade vid årsskiftet 1999/2000.